# Levis, Yonne
Levis är en kommun i departementet Yonne i regionen Bourgogne-Franche-Comté i norra Frankrike. Kommunen ligger i kantonen Toucy som tillhör arrondissementet Auxerre. År 2022 hade Levis 222 invånare.

## Befolkningsutveckling
Antalet invånare i kommunen Levis
| Referens: INSEE |